# Livregementets dragoner
Livregementets dragoner – jeden z pułków kawalerii szwedzkiej (dragonów). Istniał w latach 1893–1928. Święto pułkowe: 4 grudnia. Jego barwami były: jasnoniebieski i biały.

## Działania zbrojne
W lipcu 1656, w czasie potopu szwedzkiego, walczył w zwycięskiej dla Szwecji bitwie pod Warszawą. Był też zaangażowany w bitwach pod Kliszowem (1702), Pułtuskiem (1703) i Hołowczynem (1708).